# Seekarspitze (Achensee)
Seekarspitze är en bergstopp i Österrike.   Den ligger vid sjön Achensee i distriktet Schwaz och förbundslandet Tyrolen, i den västra delen av landet, 400 km väster om huvudstaden Wien. Toppen på Seekarspitze är 2 053 meter över havet, eller 160 meter över den omgivande terrängen. Bredden vid basen är 1,5 km.
Terrängen runt Seekarspitze är bergig åt sydost, men åt nordväst är den kuperad. Närmaste större samhälle är Jenbach, 11,8 km sydost om Seekarspitze. 
I omgivningarna runt Seekarspitze växer i huvudsak barrskog. Runt Seekarspitze är det ganska tätbefolkat, med 56 invånare per kvadratkilometer.